# Kognitivni test
Kognitivni testovi su procene kognitivnih sposobnosti ljudi i drugih životinja. Testovi koji se daju ljudima uključuju različite oblike IQ testova; oni koji se primenjuju na životinjama uključuju test ogledala (test vizuelne samosvesti) i test T lavirinta (koji testira sposobnost učenja). Takvo testiranje se koristi u psihologiji i psihometriji, kao i u drugim oblastima proučavanja ljudske i životinjske inteligencije
Moderni kognitivni testovi nastali su kroz rad Džejmsa Makina Ketela koji je skovao termin „mentalni testovi”. Oni su pratili razvoj fizičkih i fizioloških testova Frensisa Galtona. Na primer, Galton je merio snagu stiska šake i visinu i težinu. On je osnovao „Antropometrijsku laboratoriju” 1880-ih u kojoj su korisnici plaćali da im se mere fizičke i fiziološke osobine. Galtonova merenja su imala ogroman uticaj na psihologiju. Katel je nastavio pristup merenju jednostavnim merenjima percepcije. Katelovi testovi su na kraju napušteni u korist pristupa baterijskog testiranja koji je razvio Alfred Binet.

## Literatura
- Goldstein, Gerald; Beers, Susan, ур. (2004). Comprehensive Handbook of Psychological Assessment: Volume I: Intellectual and Neurological Assessment. Hoboken (NJ): John Wiley & Sons. ISBN 978-0-471-41611-1.
- Gregory, Robert J. (2011). Psychological Testing: History, Principles, and Applications (Sixth изд.). Boston: Allyn & Bacon. ISBN 978-0-205-78214-7.
- Groth-Marnat, Gary (2009). Handbook of Psychological Assessment (Fifth изд.). Hoboken (NJ): Wiley. ISBN 978-0-470-08358-1.
- Hogan, Thomas P.; Cannon, Brooke (2007). Psychological Testing: A Practical Introduction (Second изд.). Hoboken (NJ): John Wiley & Sons. ISBN 978-0-471-73807-7.
- Kaufman, Alan S. (2009). IQ Testing 101. New York: Springer Publishing. ISBN 978-0-8261-0629-2.
- Sattler, Jerome M. (2008). Assessment of Children: Cognitive Foundations. La Mesa (CA): Jerome M. Sattler, Publisher. ISBN 978-0-9702671-4-6.

## Spoljašnje veze
- Human Intelligence

|  | Molimo Vas, obratite pažnju na važno upozorenje u vezi sa temama iz oblasti medicine (zdravlja). |